# MCL1
MCL1‏ (MCL1, BCL2 family apoptosis regulator) هوَ بروتين يُشَفر بواسطة جين MCL1 في الإنسان.